# Classe Dévastation (batterie flottante)
Pour les autres classes de navires du même nom, voir Classe Dévastation.
La classe Dévastation est la toute première classe de batteries flottantes construites en France pour la Marine française, dans les années 1850. Conçues pour répondre au besoin de bombarder les positions ennemies dans la mer Baltique et dans la mer Noire durant la guerre de Crimée, trois d'entre elles iront au combat lors de la bataille de Kinbourn.

## Genèse et conception
En 1853, éclate la guerre de Crimée, qui va montrer la nécessité de construire des batteries flottantes. En effet, les forces de la coalition anglo-française sont confrontées dans la mer Baltique à des forts situés dans des zones de hauts-fonds, et donc inatteignables par les vaisseaux de l'époque. La construction de bombardes est ainsi lancée, et l'étude des batteries flottantes remise au goût du jour, sur intervention personnelle de l'Empereur Napoléon III. Des expériences sont menées à Vincennes afin de déterminer la composition optimale de la cuirasse. En 1854 Pierre Armand Guieysse conçoit des plans d'une telle installation qui va former la classe Dévastation. 10 unités sont commandées le 28 juillet 1854, 5 sont construites : la Dévastation, la Tonnante, la Lave, la Foudroyante et la Congrève.
Les expériences menées ont déterminé qu'il fallait une muraille de 110 mm de fer sur une épaisseur de bois de 42 cm pour protéger les batteries flottantes des projectiles de 16 et de 32 cm. Ce sont finalement 183 plaques de 12 cm qui sont posées, pour un poids total de 297,5 tonnes de cuirasse, à comparer aux 1 600 tonnes que déplacent les batteries. Longues de 52,35 mètres, larges de 13,14 mètres, leur faible tirant d'eau de 2,70 mètres leur permet d'atteindre leur objectif : bombarder des fortifications côtières. Elles sont armées de 16 canons de 50 livres en batterie et de deux canons de 12 livres sur le pont ; 282 hommes sont nécessaires pour manœuvrer le bâtiment et l'artillerie. Au total, une batterie flottante coûte 1 146 489 francs de l'époque.

## Unités
| Nom         | Chantier             | Quille | Lancement  | Destin                   |
| ----------- | -------------------- | ------ | ---------- | ------------------------ |
| Tonnante    | Arsenal de Brest     | 1854   | mars 1855  | Rayée des listes en 1871 |
| Dévastation | Arsenal de Cherbourg | 1854   | avril 1855 | Rayée des listes en 1871 |
| Lave        | Arsenal de Lorient   | 1854   | mai 1855   | Rayée des listes en 1871 |
| Foudroyante | Arsenal de Lorient   | 1854   | juin 1855  | Rayée des listes en 1871 |
| Congrève    | Arsenal de Rochefort | 1854   | juin 1855  | Rayée des listes en 1867 |

## Histoire
La Dévastation, la Lave et la Tonnante sont les trois premières batteries lancées, de juillet à août 1855. Remorquées vers la mer Noire, elles arrivent sur le théâtre de la guerre de Crimée en septembre après une traversée de 45 jours. Les trois batteries participent alors à la bataille de Kinbourn le 17 octobre 1855 : vers 8 heures du matin, elles se positionnent en demi-cercle au sud-ouest de la forteresse, par des fonds de 3 à 4 mètres. La Dévastation est ainsi à 800 mètres, la Lave à 1 000 mètres et la Tonnante à 1 500 mètres du fort ennemi. Elles démarrent leur bombardement de 9 heures à 10 heures et à midi, elles ont réduit les Russes au silence, ceux-ci capitulant dans la foulée. Durant ces quelques heures de bombardement les batteries ont respectivement tiré 1 265, 900 et 1 012 boulets sur l'ennemi ; deux morts et 21 blessés sont à déplorer, un boulet ennemi passant par un panneau. Le succès de la bataille pousse l'amirauté britannique, à qui les plans ont été communiqués, à construire trois batteries : les Thunderbolt, Etna et Terror, deux d'entre elles rejoignant la Crimée fin octobre 1855.
La Foudroyante et la Congrève, prévues pour le théâtre de la Baltique, n'ont finalement pas à s'y rendre et restent au port. En 1859, les trois batteries de Crimée sont armées pour participer à la campagne d'Italie, mais elles arrivent devant Venise alors que l'armistice est signé. En 1866, la Dévastation sert d'annexe au navire-école de canonnage Louis XIV. La Congrève est rayée des listes en 1867, et ses 4 sister-ships le sont en 1871.